# Воєнні злочини в Херсонській області під час російсько-української війни

## Обстріли
Вранці 24 лютого 2022 року російські війська обстріляли КПП "Каланчак",а пізніше розпочали вторгнення на Херсонщину.
26 лютого 2022 року Під Херсоном російські окупанти розстріляли машину швидкої допомоги.
1 березня Російські військові у селі Чорноморське на Херсонщині обстріляли місцевих жителів, унаслідок чого дві людини загинули, троє тяжко поранені.
21 березня В Херсоні окупанти відкрили вогонь по мирних людях в центрі міста під час акції протесту проти окупантів.
6 квітня у селищі Новоолексіївка Херсонської області, де компактно проживають кримські татари, внаслідок обстрілу окупантами житлового будинку на вулиці Лесі Українки загинула щонайменше одна людина.
7 квітня 2022 року російські окупанти обстріляли із берега Каховського водосховища з Градів евакуаційний човен, в якому перебувало троє дітей та 11 дорослих. Двоє дорослих чоловіків та жінка загинули одразу. Дитина 13-ти років померла трохи згодом. Семеро людей у лікарні та двоє зникли безвісти.
У районі села Давидів Брід на Херсонщині 18 травня 2022 року російські війська обстріляли з "Градів" мирну колону людей, внаслідок чого 3 людей загинуло, 6 поранено.
21 травня між 18-ю та 19-ю годинами російські військові обстріляли селище Білозерка на Херсонщині. Загинуло 3 цивільні особи.
19 листопада російські терористи обстріляли гуманітарну точку в селищі Білозерка під час роздачі хліба. В результаті підступного обстрілу було поранено 5 людей.
Російські загарбники у четвер ввечері 24 листопада 2022 року обстріляли житловий район Херсона з артилерії та РСЗО, внаслідок чого загинули четверо людей, ще шестеро поранені.
У Херсоні внаслідок обстрілу 14 грудня загинув 8-річний хлопчик, врятувати його не вдалося. Раніше повідомлялося, що у внаслідок обстрілу Херсоні внаслідок обстрілу 14 грудня загинув цивільний чоловік 38 років, серед поранених була дитина, згодом ще одну жінку знайшли мертвою.
У Херсоні від обстрілів 15 грудня постраждали 8 людей, з яких двоє загинули, у Бериславському районі Херсонської області поранено ще одну людину.
У суботу 17 грудня російські війська обстріляли територію Херсонщини 54 рази, загинуло 3 осіб, 6 дістали поранень.
Російські окупанти за добу 23 грудня вбили 5 людей у Херсоні, ще 17 — поранили.
24 грудня росіяни обстріляли центр міста Херсон, вже відомо про 7 загиблих та 58 поранених, повідомив президент Володимир Зеленський. Внаслідок  обстрілу Херсона горіли 66 легкових авто, пожежі ліквідували. Пізніше встановлено, кількість загиблих внаслідок обстрілу Херсона 24 грудня зросла до 10, ще 55 осіб поранено. Всього 16 людей загинули та 64 дістали поранення у результаті російських ударів по Херсону та області 24 грудня.
Російські окупанти обстріляли 27 грудня пологове відділення лікарні у Херсоні.
31 грудня перед самим Новим роком росіяни атакували селище Наддніпрянське, поблизу Херсона.13-річний Ярослав разом із сестрою поверталися додому и потрапили під обстріл. Хлопчика у важкому стані доставили до лікарні, де медики боролися за його життя. У перший день нового року росіяни атакували Херсонську обласну дитячу клінічну лікарню, в реанімаційному відділенні якої знаходився Ярослав.
Російські окупанти вночі 1 січня 2023 року обстрілювали Херсон, внаслідок чого загинула одна людина.
В Херсонській області від російських обстрілів 2 січня 2023 року загинуло двоє та поранено дев'ять людей.
7 січня стало відомо,що через сильне скидання води з Каховського водосховища в Новобериславі в колодязах немає води,немає що пити цівильним людям,місцеві мешканці не пам'ятають,щоб колись так сильно падав рівень води в річці Дніпро.
8 січня внаслідок чергового обстрілу міста Таврійськ зі сторони російських окупантів пошкоджено центральну електропідстанцію.
За минулу добу 15 січня 2023 року на Херсонщині внаслідок обстрілів загинуло троє людей і 14 жителів дістали поранення різного ступеня тяжкості. Російські окупанти завдали удару по дитячій лікарні у Херсоні.
Російські військові 27 січня завдали ударів по житлових кварталах Херсона та передмістя, внаслідок чого загинули двоє людей. Крім того, російські окупанти обстріляли селище Комишани неподалік міста, внаслідок чого було поранено троє людей. 25-річна дівчина від отриманих травм померла.
2 лютого 2023 року окупанти вчергове обстріляли Комишани,загинула жінка.
6 лютого в тимчасово окупованому місті Гола Пристань окупанти розстріляли автомобіль з сімьєю,внаслідок чого автомобіль з родиною згорів заживо.
Вночі 7 лютого російські війська здійснили артилерійський обстріл електропідстанції у Новій Каховці, внаслідок чого місто та ще 10 населених пунктів залишились без електропостачання.
Вночі 20 лютого російські окупанти здійснили обстріл Білозерки Запальними снарядами.
Російські окупанти спочатку обстрілювали з Мінометів,а потім замінували завод КЗЕСО у Каховці
3 березня 2023 року,окупанти обстріляли мінометами Таврійську будівлю міського Водозабору,є пошкодження.
17 березня російські війська вчергове з мінометів обстріляли село Велетенське на Херсонщині,влучили в дитячий заклад.
26 березня російська артилерія обстріляла Ліцей у Звільненому Козацькому,будівля повністю зруйнована.
Вранці 7 квітня авіабомбами був атакований Новоберислав,зруйновано дитячий садок у селі внаслідок підступного обстрілу.
Того ж дня стало відомо,що російські окупанти у Заповідниках Херсонщини підстрілюють та ріжуть косуль.
У звільненому місті Берислав на Херсонщині під черговий обстріл російських військових потрапила бригада Швидкої допомоги,відомо про вісьмох поранених..
В окупованій Новій Каховці окупанти закопують на перехрестях міста бочки з невідомим вмістом.
11 квітня російські окупанти захопили відділення Альфа-Банку у Каховці та перетворили його на паспортний стіл.
21 квітня російські окупанти здійснили черговий обстріл звільненого Берислава,під обстріл потрапив будинок священника ПЦУ Хільчука,людину поранено.
російські окупанти хочуть привласнити собі монументи "Легендарна тачанка" та "Дівчина в Шинелі" у тимчасово окупованій Каховці.
23 квітня,у Провідну неділю російські війська зі сторони Лівого берега Херсонської області обстріляли кладовище у звільненому селі Гаврилівка,мирні люди не постраждали.
Того ж дня,між 12-ю та 13-ю годинами рашисти обстріляли Кізомис,пошкоджено Житлові будинки,Загальноосвітню школу та службовий автомобіль поліцейських,2 людини отримали поранення.
24 квітня російські загарбники вдруге за два дні обстріляли Кізомис,є поранений.
Вранці 25 квітня російські війська вчергове обстріляли Кізомис,цього разу скинули потужну авіабомбу на місцеву Церкву,на місці величезна воронка,також в селі внаслідок обстрілу пошкоджені газопровід та зникло світло.
Вранці 26 квітня російські війська атакували Станіслав Керованими Авіаційними Бомбами(КАБ),пошкоджено аптеку,будівлю сільської ради та житлові будинки.Того ж дня окупанти обстріляли район Антонівського мосту,який самі ж зруйнували.
У тимчасово окупованому Каланчаку окупанти перетворили міську лікарню на військовий госпиталь,протягом 27 квітня 2023 року було завезено велику кількість важкоранених російських військових.
Ввечері 28 квітня окупанти вчергове обстріляли Білозерку,на цей раз ворог обстріляв приміщення міської лікарні,на місті влучаннь снарядів виникла пожежа,1 людина загинула,ще 3-поранені.
3 травня російські війська здійснили найжорстокіший обстріл Херсону з часів звільнення міста,атаковані магазин АТБ,гіпермаркет "Епіцентр",заправка "ОККО",житлові будинки,відомо про 23 загиблих та 47 поранених.

## Насильство, викрадення і вбивства цивільних
24 лютого 2022 року,після вторгнення на Херсонщину, російські війська розстріляли під Новою Каховкою родину з п'яти людей. 12 березня у захопленому місті Каховка зник журналіст Олег Батурін, прокуратура Херсонської області відкрила кримінальне провадження за фактом викрадення журналіста. 16 березня російські військові викрали мера Скадовська Олександра Яковлева та його заступника Юрія Палюха. 19 березня викрадено міського голову Берислава Олександра Шаповалова та одного з місцевих активістів. 23 березня російські військові викрали директора драматичного театру у Херсоні Олександра Книгу. 30 березня стало відомо що російські військові викрали в Голій Пристані 8 людей, зокрема міського голову Голої Пристані та старосту Старої Збур'ївки.
15 серпня 2022 року були опубліковані 5 історій про те, як росіяни викрадають і катують українців на Херсонщині.
7 квітня 2022 року 16-річну вагітну дівчину та 78-річну бабусю зґвалтували рашисти на Херсонщині
12 квітня 2022 року У селі Правдине Херсонської області російські окупанти розстріляли 7 осіб. Щоби приховати злочин, будинок з тілами загиблих підірвали.
Окупанти планують "мобілізацію" на Херсонщині й Запоріжжі. Чоловіків не випускають.
У відділі поліції Каховки облаштували катівню, чоловіків хапають на вулицях. Окупанти затримують людей під формальними приводами та піддають тортурам. Біля відділку постійно стоїть черга родичів затриманих, які намагаються дізнатися, що стало з їхніми близькими.
Каховська міська територіальна громада що на Херсонщині повідомила про викрадення 19 квітня 2022 року російськими військовими депутата Ігоря Протоковило.
"Били по ногах, душили, зняли джинси, труси і намагалися зґвалтувати": священник ПЦУ з Херсона Чудинович розповів про тортури, яких зазнав у російському полоні.
Відомо, що станом на 27 квітня 2022 року в приміщеннях херсонського ізолятора тимчасового утримання перебувають понад 300 проукраїнських активістів і ветеранів АТО/ООС, яких допитають і катують. На зайнятих ворогом територіях Харківської, Запорізької, Херсонської, Миколаївської, Луганської, Донецької областей проводяться масштабні "фільтраційні заходи". В селі Велика Лепетиха Херсонської області створено фільтраційний табір. Нещодавно туди прибули близько 400 російських військовослужбовців, одягнених у форму росгвардії. Вони шукають і затримують чоловіків призовного віку. Затриманих українських чоловіків масово вивозять в напрямку окупованого Криму.
Окупанти на Херсонщині взяли в полон голову Нововоронцовської ОТГ з метою його обміну на полонених військових РФ.
У Херсоні російські окупанти змушують місцевих підприємців та громадян везти до Криму награбоване майно.
Стало відомо 30 квітня 2022 року, що у Херсонській області у місті Каховка російські окупанти викрали з дому директора школи Віктора Пендальчука.
Депутат Херсонської облради Ігор Йосипенко повідомив, що російські нацисти викрали старосту села Зміївка.
На Херсонщині від тортур російських загарбників загинув ветеран АТО з села Абрикосівка Назар Кагальняк. Окупанти викрали чоловіка з дому, жорстоко били та піддавали катуванням за те, що він колишній учасник бойових дій.
ЗМІ 4 травня 2022 року повідомили, що російські загарбники викрали голову Чорнобаївської територіальної громади на Херсонщині Ігоря Дудара та його заступника Євгенія Родіонова.
На захопленій Херсонщині російські нацисти тримають у підвалах і катують сотні українців.
Російські військові продовжують чинити свавілля на тимчасово окупованих територіях України, зокрема у Херсоні. Там окупанти викрадають людей на блокпостах чи навіть з їхніх будинків.
Війська РФ на окупованій Херсонщині здійснюють рейди до краєзнавців та колекціонерів та відбирають все, що становить художню та історичну цінність.
За останню добу 23 травня 2022 року зафіксували факти зґвалтування рашистами дітей на Херсонщині: троє малолітніх хлопчиків померли від отриманих травм.
Російські військові пограбували торговий центр у Херсоні. Усе вкрадене майно вони вивозять до Криму.
У окупованому Херсоні від директорів шкіл вимагали розпочати новий навчальній рік з 1 вересня 2022 року за російською програмою. Однак лише двоє з майже 60 директорів шкіл міста погодилися на вимоги окупантів, повідомляє Головне управління розвідки Міністерства оборони України.
В окупованій Херсонські області російські загарбники станом на 7 червня 2022 тримають в катівнях близько 600 осіб, а також вивозять викрадених мешканців до анексованого Криму.
Російські військові вбили Віталія Лапчука – офіцера-десантника, кандидата психологічних наук, полковника поліції, який з перших днів вторгнення РФ пішов у лави херсонської територіальної оборони.
Російські військові в окупованому Херсоні викрали проректора Херсонського державного університету Максима Вінника, також колаборанти виламали двері до кабінету ректора.
Російські загарбники у Новій Каховці на Херсонщині 14 червня викрали родину пенсіонерів - Чугуй Миколу та Людмилу, 1951 та 1957 р.н.
На Херсонщині окупанти викрали депутата облради і керівника навчального закладу.
Вранці 28 Червня окупанти викрали міського голову Херсону-Ігоря Колихаєва.. За кілька днів до того, Колихаєв отримав листа від «мера» тимчасової окупаційної влади Херсону, де той запрошував його обговорити «взаємодію»
Російські загарбники в окупованому Скадовську Херсонської області публічно стратили 56-річну місцеву мешканку, медсестру Тетяну Мудренко за вигук "Скадовськ – це Україна!". Її чоловіка сильно побили і зламали йому руку.
10 Вересня у тимчасово захопленій Каховці окупанти вдруге викрали директора школи Віктора Пендальчука.
Російські окупанти під час відступу на Херсонщині вивезли фонди Каховського історичного музею до тимчасово окупованого Криму.
12 січня 2023 року у тимчасово захопленому селі Коробки рашисти вбили двух мешканців села,одного за відмову віддати машину, другий помер після тортур через те, що його брат служить в лавах ЗСУ.
16 вересня на окупованій частині Херсонської області в селі Малі Копані Скадовського району російські військові викрали та вбили подружжя Анастасію та Валерія Саксаганських. Ймовірною причиною вбивства, про яку кажуть, рідні Саксаганських, була відмова Анастасії та Валерія брати російські паспорти та в будь-який спосіб співпрацювати з окупаційною владою. 6 грудня стало відомо що США вперше звинуватили російських солдатів у воєнних злочинах в Україні (викраденні та катуванні американця, що жив в селі Милове на Херсонщині).

## Наслідки окупації Правобережжя Херсонщини
Після російської окупації села Посад-Покровське в селі не залишилось не ушкоджених будівель.
15 квітня 2022 року, після звільнення від російської окупації населеного пункту Пригір'я стало відомо, що під час окупації російські війська розстріляли місцевого мешканця Ігоря Тарасюка за те, що він не впустив їх жити у свій дім.
У листопаді, в звільненому смт Високопілля на Херсонщині виявили тіла трьох розстріляних мирних мешканців. У деокупованих населених пунктах Харківщини, Донеччини та Херсонщини станом на 3 листопада виявили тіла 868 цивільних, які загинули під час російської окупації. На деокупованих територіях Херсонської області росіяни облаштували щонайменше 9 катівень, знайдено понад 400 тіл убитих окупантами цивільних.
Російські солдати розграбували  Херсонський художній музей, окупанти вивозили речі з музею впродовж чотирьох днів з  31 жовтня по 3 листопада, зокрема і колекцію творів мистецтва XVII-XX століть.
У звільненому смт Архангельське було виявлено тіла двох цівильних людей, це подружжя фермерів, що загибли під час одного з обстрілів села російськими військами ще у Серпні.
26 листопада 2022 року у звільненому селі Львівські Отруби знайшли та ексгумували тіла двох людей, що були розстріляні військовими РФ у власному подвір'ї під час окупації населеного пункту.
30 листопада 2022 року у звільненому селі Правдине ексгумували тіла сімох людей, в тому числі дівчину 2006 р.н, що загибли під час оккупації населеного пункту, російські війська ще в Квітні того року їх вбили та підірвали будинок з загиблими.
4 квітня 2023 року у звільненому селі П'ятихатки на Херсонщині було виявлено тіла трьох мирних мешканців селища, загиблих від обстрілів РФ.

## Знищення дамби Каховського водосховища
Греблю Каховської ГЕС було попередньо заміновано та підірвано 6 червня 2023 року, що призвело до її знищення. У зоні лиха опинилося близько 16 000 людей, та близько 80 населених пунктів були повністю або частково затоплені внаслідок теракту. Станом на 17 червня відомо про 16 загиблих та 31 зниклого безвісти внаслідок підриву росіянами дамби Каховської ГЕС.
Мешканцям, що залишились в зруйнованому від підриву дамби Каховської ГЕС селі Корсунка на Херсонщині російські окупанти пропонують заселитися до порожніх квартир у Новій Каховці, господарям квартир про нових гостів ніхто не повідомляє. У частково підтопленному селі Козачі Лагері, після затоплення своїх позицій, російські війська заблокували всі можливі шляхи евакуації з населеного пункту та захопили житлові будинки місцевих жителів по вул.Шкільна та Шевченка та встановлюють там нові оборонні позиції
28 червня стало відомо що в результаті пошуково-відновлювальних робіт окупаційною владою протягом 24-25 червня цього було знайдено понад 60 тіл загиблих цивільних українців. Станом на 5 липня було відомо про декілька сотень загиблих внаслідок російського підриву дамби.